# Vanlig skorv
Vanlig skorv är en växtsjukdom på potatis som orsakas av bakterien Streptomyces scabiei(en). Bakterien lever i de flesta jordar men trivs särskilt i mullfattiga, kalkrika och luckra jordar. Torra, varma somrar gynnar bakterien och orsakar då allvarligare angrepp. Bakterien angriper främst skalet på potatisen då det bildas såriga fläckar, men också stoloner och underjordiska stjälkar drabbas och visar symptom som bruna fläckar.
Sjukdomen sprids med smittat utsäde, jord och vinderosion. Gödsling med halmrik stallgödsel eller djupströ kan öka risken för skorv då det luckrar upp jorden. Bakterien lever vidare i marken och intensiv potatisodling på samma fält ger därför förhöjda risker för skorvangrepp. Bakterien har andra värdväxter som rödbeta (Beta vulgaris), rädisa (Raphanus raphanistrum subsp. sativus) och kålrot (Brassica napus napobrassica). 

## Livscykel
Bakterien överlever i marken som sporer eller som mycel på växtrester. Den infekterar potatisknölarnas via lenticell, sår eller sprickor, eller när potatisen är i ett tidigt utvecklingsstadium direkt genom epidermet. Där tillväxer sporerna och bildar mycel. Knölens yttersta vävnadslager, peridermet, förstörs av bakteriens bildade mycel och knölen bildar därunder korkvävnad som pressar det infekterade området utåt, peridermet fläks upp och skorv uppstår. Om infektionen fortgår bildas nya lager av korkvävnad.

## Betydelse för lantbruksgrödor
Symptom kan främst skådas på skalet på potatisen då det bildas mörka skorvfläckar (ytskorv). Angreppen kan även orsaka djupare gropar i potatisen (djupskorv). Detta orsakar kvalitetsfel på potatisen som ger sämre betalt för odlaren. Ytlig skorv kan dock lätt skalas bort.

## Bekämpningsåtgärder
Kemisk bekämpning görs inte då det inte förekommer lämpade preparat, odlaren måste därför arbeta förebyggande för skorvbekämpning. Odlaren ska använda friskt utsäde och inte odla potatis eller andra värdväxter för bakterien oftare än vart 4-5 år på samma fält. Utsädet ska väljas efter bra motståndskraft mot skorv. Sjukdomsangreppen minskas om jorden är ordentligt bearbetad före sättning samt att grödan får en god bevattning under växtsäsongen.